# Claude Whatham
Claude Whatham (* 7. Dezember 1927 in Manchester, England; † 4. Januar 2008 in Anglesey, Wales) war ein britischer Fernseh- und Filmregisseur.

## Leben
Whatham begann seine Karriere zunächst als Bühnenbildner und wurde 1956 von der neu gegründeten privaten Produktionsfirma Granada, welche für ITV arbeitete, als Regisseur unter Vertrag genommen. Seine erste Arbeit war ein Dokumentarfilm über Manchesters Architektur, darauf folgten verschiedene Fernsehproduktionen.
In den 1960er Jahren wechselte er zur BBC, wo er unter anderem die Regie bei der Fernsehbearbeitung von Ende gut, alles gut der Royal Shakespeare Company führte. Seine Fernsehspiele wurden zweimal mit einer BAFTA-Nominierung ausgezeichnet. Whathams erster Kinofilm war Trau keinem über 18 (1973) mit dem Sänger David Essex in der Hauptrolle, sowie Billy Fury und den Schlagzeugern Ringo Starr (The Beatles) und Keith Moon (The Who). 1975 drehte er den Pilotfilm zur später sehr erfolgreichen Fernsehserie Der Doktor und das liebe Vieh.
In den 1980er Jahren drehte Whatham sowohl Fernseh- (u. a. Agatha Christies Mörderische Leidenschaft) als auch Kinofilme. 1981 war er als bester Regisseur des Filmes Hoodwink für den australischen AFI Award nominiert.
Sein letzter Film, Buddy’s Song (1990), war ebenso wie sein allererster mit Musikern besetzt, diesmal mit Roger Daltrey und Chesney Hawkes.

## Filmografie (Auszug)
- 1973: Trau keinem über 18
- 1975: Der Doktor und das liebe Vieh (All Creatures Great and Small)
- 1980: Sweet William
- 1981: Hoodwink
- 1982: Mörderische Leidenschaft (TV)
- 1985: Mörderelite – Schreie in der Nacht!
- 1990: Buddy’s Song